# Dimetil-tereftalát
A dimetil-tereftalát (DMT) a tereftálsav és metanol észtere. Poliészter gyártásra használják, beleértve a polietilén-tereftalátot és politrimetilén-tereftalátot. Molekulájában a benzolgyűrűhöz para helyzetben (azaz az első és negyedik szénatomhoz) metilészter csoportok kapcsolódnak.

## Fordítás
- Ez a szócikk részben vagy egészben a Dimethyl terephthalate című angol Wikipédia-szócikk ezen változatának fordításán alapul.  Az eredeti cikk szerkesztőit annak laptörténete sorolja fel. Ez a jelzés csupán a megfogalmazás eredetét és a szerzői jogokat jelzi, nem szolgál a cikkben szereplő információk forrásmegjelöléseként.

## Külső hivatkozások
- Dimetil-tereftalát biztonsági információk (angolul)